# Sønderho Kirke
Sønderho Kirke er en kirke, bygget i 1782, i Fanø Sogn i Fanø Kommune. I slutningen af 1700-tallet da byens indbyggertal var på sit højeste, byggede man kvistene ind i kirkens grundplan. Derved er kirkens grundplan blevet næsten kvadratisk. Ind i dette rum flyttede man, hvad der kunne bruges fra den kirke, der var blevet brudt ned i begyndelsen af 1782. Det vides ikke, hvornår den tidligere kirke er bygget, men præstetavlen er påbegyndt i 1500-tallet. Kirken har fire vinduer i hver gavl samt ni i sydmuren og syv i nordmuren. Oprindelig var der kun tre vinduer i hver af gavlene, ni vinduer i syd og seks i nord. Kirken blev hovedistandsat i 1950, hvor blandt andet langsidens vinduer blev repareret og de otte gavlvinduer af jern blev udskiftet til blyindfattede vinduer med farvet glas i gule, grønne og blå nuancer.
Kirkerummet er et stor kvadratisk hvidkalket rum med bjælkeloft, som er malet i grå farve. En trappe ved vestgavlen fører op til loftet, hvor klokken hænger mod øst. Kirken har haft tøndehvælving over alteret, men det sløjfede man under ombygningen i 1865.
Døbefonten er fra 1200-tallet bestående af en romansk granitkumme. Foden og kummen hørte oprindelig ikke sammen, og man ved ikke, i hvilken kirke kummen har stået, før kirken i Sønderho blev bygget. Man kan forestille sig, at Sønderho har overtaget døbefontskummen fra en kirke i Ribe amt. Døbefonten er 73 cm. i tværmål. Den er af en noget grovere granit end foden, halvkugleformet, uregelmæssigt tilhugget og med et stort hak på den ene side.
Den uregelmæssige form skyldes sandsynligvis, at der tidligere har siddet fire kors på kanten, et i hvert verdenshjørne. Denne udformning kender man fra lignende døbefonte fra samme periode. Foden er sandsynligvis en omvendt, romansk kapitæl, der har udgjort toppen af en af sidestolperne på indgangsdøren til stenkirken i Albo som var en gammel bosættelse ved Albue Bugt. Døbefontens oprindelse er ukendt.
Dåbsfadet er et nederlandsk messingfad med et tværmål på 63 cm. fra år 1600, men kom først til kirken i 1882. I bunden af fadet er der en fremstilling af syndefaldet, omgivet af forskellig ornamentering. Det runde hjælpefad med ottekantet fane af messing fra 1766 blev skænket til kirken i 1775. Fadet er 22 cm. i diameter. Fanen har runde knapper i spidserne, og under en af knapperne er et ovalt stempel med ”kirke?” over årstallet 1766, flankeret af giverens initialer på den ene side og årstallet 1775 på den anden. Hjælpefadet hænger ved døbefonten når der er gudstjeneste.
Prædikestolen fra 1600 er opsat midt for den sydlige væg, for at kirkegængerne der er bænket i ”nordkirken” kan se den. På prædikestolen er der malet en engel, en løve, en okse og en ørn, som symboliserer Matthæus, Markus , Lukas og Johannes. Derudover er der udskåret ordene: ”Sugges tiis extructus est” som betyder, at den har stået på en forhøjning. Lydhimmelen er fra 1661, men med bemaling fra 1983, der passer til prædikestolen. Midtpå indersiden af lydhimmelen ses en forgyldt due.
Altertavlen i barokstil er fra 1717, er bygget op omkring et tværrektangulært storstykke med søjler på begge sider. Storstykket indeholder et maleri i oliemaling på træ. Det 56 cm gange 77 cm store maleri forestille nadveren. Kristus sidder i midten bag bordet med et brød i venstre hånd, en kalk står foran ham, mens bordet er dækket med små tallerkener. En enkelt discipel står op til venstre. Judas, der sidder på en skammel foran bordet, vender sig bort, idet han skjuler pungen i sit skød. Altertavlen er desuden forsynet med to store, rigt udskårne vinger og et topstykke. Alterbordets forside er fra 1717, men gavle, sokkel, gesims og dækplads er nyere.
Den oprindelige malede dekoration på alterbordet er bygget op omkring et felt formet som et rektangel med afskårne hjørner. Feltet rummer en tremastet skonnert, som med korsets tegn på såvel kanonporte som bagstavn sejler af sted under en sol i venstre side og til højre et Guds-navn i stråleglans. Skibet er brunt og sort, feltets ramme malet i striber, og et bredt, sort bælte på hver af feltets sider afsluttes i en søjle med rødmarmoreret skaft, bordeaux sokkel og kapitæl. På kapitælet ligger en stor, rød kugle. Bæltet bærer en indskrift i gylden fraktur:
”Jeg segler tryg og vel, igiennem verdens bølger, Gud som min soel og skiold - mig hver en time følger, Min ladning er Guds ord, med sacramenterne, for hver som agter sig, Guds salighed at se".
Ved orgelets sydside ligger en glat sten i gulvet, som sandsynligvis har ligget over alterbordet i den gamle kirke i Albo, hvor den skulle have dækket knoglerester fra kirkens helgen, Sankt Anna. Stenen havde sandsynligvis havde samme placering i Sønderhos gamle kirke. Det var den, man ville have genopsat på alterbordet i 1962, hvis den ikke havde været for tung.
Skriftestolen blev renoveret omkring 1764. Den blev samtidig delvist forgyldt. I stolen var der i 1791 opstillet 3 bænke med plads til i alt otte personer. Skriftestolen stod i den nordre side af koret, ved siden af døbefonten. Skriftestolen bruges nu som sakristi.
Kirkeskibene i Sønderho Kirke er med sine 15 kirkeskibe Danmarks største samling. Bortset fra et enkelt eksemplar er de alle bygget mellem 1850 og starten af 1900-tallet. De fleste omkring århundredeskiftet. Hovedparten af skibssamlingen er modeller af traditionelle sejlskibe, men der er også et par nyere skibstyper repræsenteret. De fleste af modellerne har formindsket skrog af hensyn til iagttagelsen fra kirkegulvet. Optisk ville skrogene nemlig se for store ud i forhold til resten af skibet, da de er tættere på beskueren end masterne. Ved en del af skibene kender man desværre kun giverens identitet og ikke modelbyggerens. Men da der næsten var tradition for, at hjemvendte sømænd og pensionerede skibsbyggere både byggede modelskibe og forærede dem til kirken, har det nok i mange tilfælde været én og samme person.
Stolestaderne stammer i deres grundform fra Ribe Domkirke, hvorfra de kom til Sønderho i 1903. Der indgår paneler fra 1500´erne og 1600-1700´erne. Stoleværket er holdt i lyst og mørkt almueblåt med røde kanter. Der er bevaret et stolestade med et skåret motiv af Sønderhos sømærke "æ kåver", og årstallet 1624.
På en gravsten fra 1780 inde i kirken ses to båker gengivet bag en tremastet smakke, som var en af Vadehavets typiske skibstyper.

## Galleri
- Kirkerummet i 1886, tegning af Peter Tom-Petersen
- Kirkerummet
- Alteret
- Altertavlen
- Døbefonten
- Prædikestolen
- Gravsten i gulvet
- Kirkeskib
- Kirkeskib